# Charles Comfort

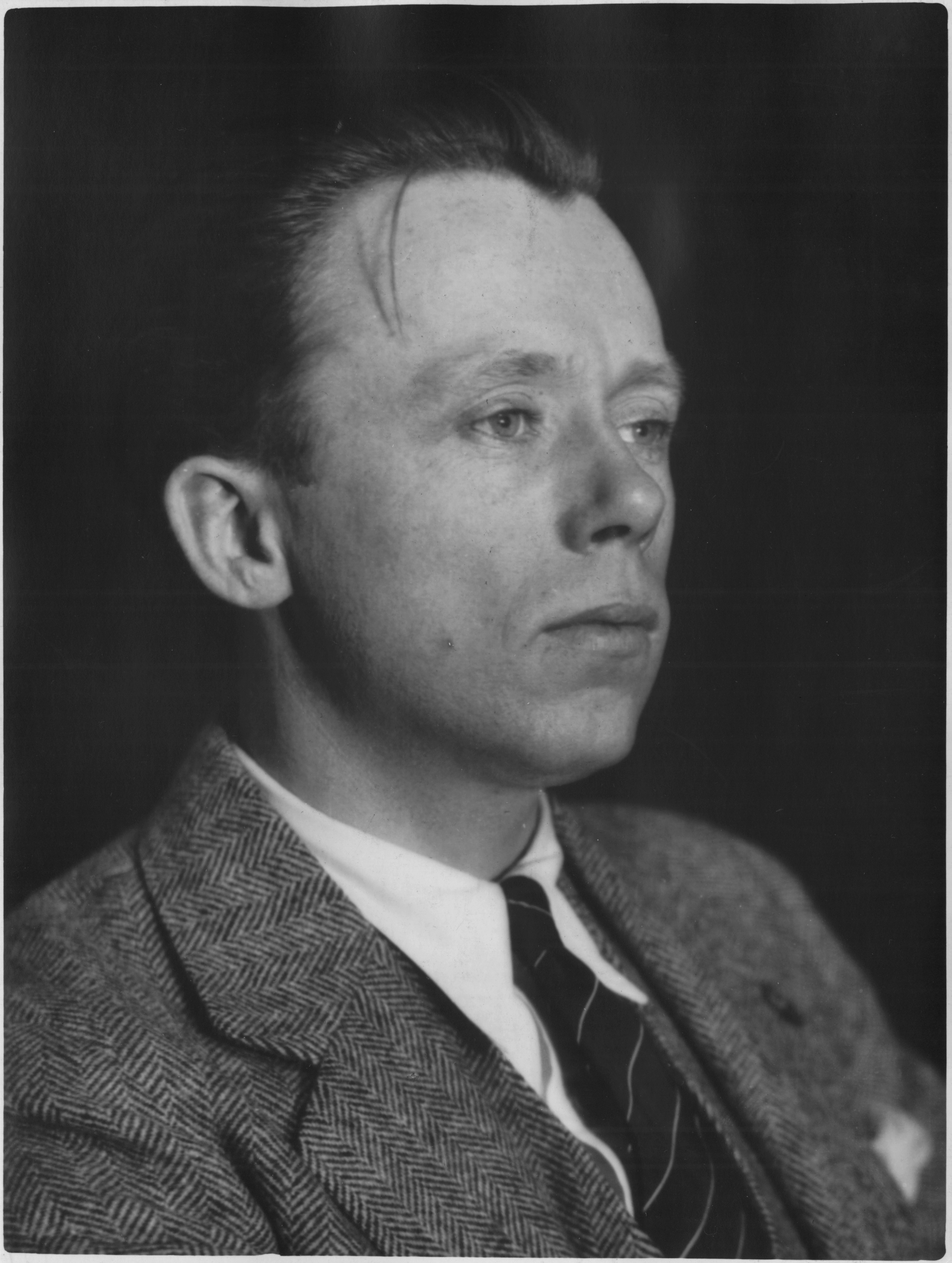
Charles Fraser Comfort, um 1930

Charles Fraser Comfort (* 22. Juli 1900 in Edinburgh, Schottland; † 5. Juli 1994 in Ottawa, Kanada) war ein schottisch-kanadischer Maler, Bildhauer, Lehrer, Schriftsteller und Kulturmanager.

## Leben
Charles Comfort wurde in Cramond, einem Vorort von Edinburgh, geboren. Im Alter von drei Jahren wurde er aufgrund finanzieller Schwierigkeiten der Familie für sechs Jahre zu seiner Großmutter nach England geschickt. Bereits mit acht Jahren gewann er seinen ersten Kunstwettbewerb. 1912 wanderte seine Familie nach Kanada aus und ließ sich in Winnipeg, Manitoba, nieder. In Winnipeg studierte Charles Comfort Kunst und arbeitete von 1914 bis 1925 als Grafikdesigner. Von 1922 bis 1923 setzte er seine Studien in New York City bei Robert Henri fort. 1925 zog er nach Toronto, wo er bis 1936 als Grafikdesigner tätig war.

Ontario Society of Artists, Komitee für die Aufhängung, 1932

Während des Zweiten Weltkriegs diente Charles Comfort ab Oktober 1939 als Gewehrausbilder im Canadian Officers’ Training Corps. Im Februar 1943 wurde er als Leutnant in die Canadian Active Service Force berufen und als offizieller Kriegskünstler eingesetzt. In dieser Funktion war er hauptsächlich in Großbritannien und Italien tätig. Nach dem Krieg setzte Charles Comfort seine künstlerische Laufbahn fort.
Seine zahlreichen Führungspositionen in Kunstinstitutionen (u. a. Präsident der Royal Canadian Academy of Arts, 1957–60) und seine Verdienste als Kriegskünstler (1943–46) führten dazu, dass er als einziger Künstler zum Direktor der National Gallery of Canada ernannt wurde (1960–65). 1972 wurde er zum Officer of the Order of Canada ernannt. 1972 wurde er zum Officer of the Order of the British Empire ernannt.

## Werk

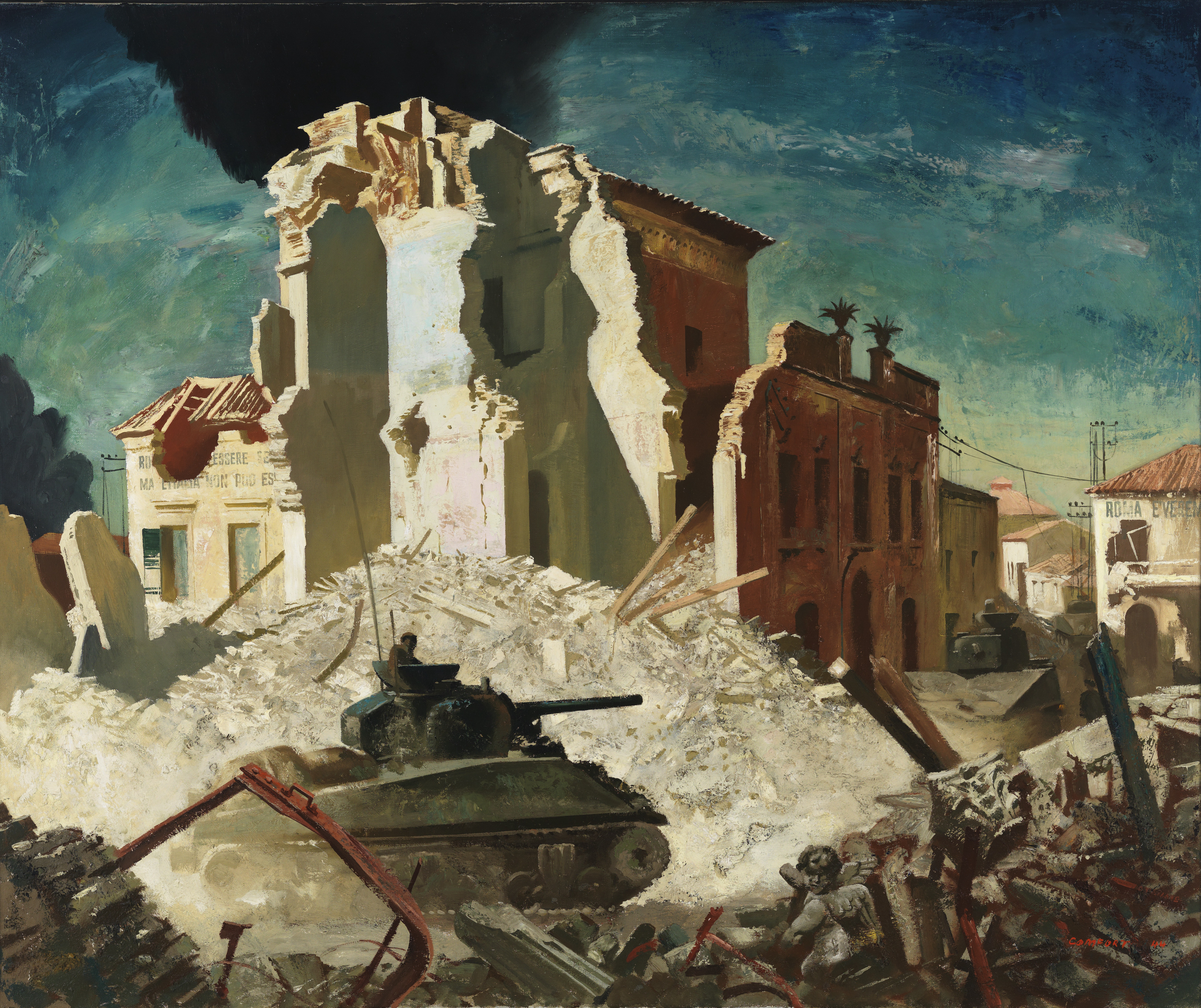
Charles Comfort: Canadian Armour Passing Through Ortona, 1944. Canadian War Museum / Musée Canadien de la Guerre

Das Werk von Charles Comfort umfasst Gemälde, Skulpturen und Wandmalereien. Er war bekannt für seine realistischen Darstellungen und seine technische Präzision. Zu seinen bedeutendsten Werken zählen Tadoussac (1935), Captain Vancouver (1937) und BC Pageant (1951). Der expressive Duktus und die dramatische Charakterisierung seiner großen Porträts aus den 1920er und 1930er Jahren finden sich auch in seinen späteren Landschaftsbildern sowie in seinen Wandmalereien für die Börse von Toronto (1937), der ersten modernen Interpretation der Wandmalerei in Kanada.
Sein Wandbild Captain Vancouver wurde 1939 von der Canadian National Railway für das Hotel Vancouver in Auftrag gegeben. Es zeigt eine imaginäre Begegnung zwischen Kapitän George Vancouver und einem indigenen Häuptling während einer Potlatch-Zeremonie. Das Gemälde wurde 1969 bei Renovierungsarbeiten entfernt und später der University of British Columbia geschenkt. Indigene Betrachter kritisierten die Darstellung, da Kapitän Vancouver triumphierend über den indigenen Männern steht.